# Bärenstein (Saksonia)
Bärenstein – gmina w Niemczech, w kraju związkowym Saksonia, w okręgu administracyjnym Chemnitz, w powiecie Erzgebirgskreis (do 31 lipca 2008 w powiecie Annaberg), siedziba wspólnoty administracyjnej Bärenstein.

## Geografia
Bärenstein leży na południe od miasta Annaberg-Buchholz, przy granicy z Czechami.
W skład obszaru gminy wchodzą trzy dzielnice:
- Kühberg
- Niederschlag
- Stahlberg

Przez miejscowość przebiega droga krajowa B95.

## Współpraca
- Planegg, Bawaria